# Хрјадки
Хрјадки (слч. Hriadky) насељено је мјесто са административним статусом сеоске општине (слч. obec) у округу Требишов, у Кошичком крају, Словачка Република.

## Становништво
| Година:    | 1994. | 2004.    | 2014.   | 2024.   |
| ---------- | ----- | -------- | ------- | ------- |
| Број људи: | 518   | 466      | 462     | 416     |
| Разлика:   |       | -10,03 % | -0,85 % | -9,95 % |

| Година:    | 2023. | 2024.   |
| ---------- | ----- | ------- |
| Број људи: | 423   | 416     |
| Разлика:   |       | -1,65 % |

Према подацима о броју становника из 2011. године насеље је имало 452 становника.